# Церква Матері Божої Неустанної Помочі (Львів)
Це́рква Ма́тері Бо́жої Неуста́нної По́мочі — греко-католицький храм у Львові, на вулиці Сніжній, 2.
Колись костел Пресвятої Діви Марі́ї Сні́жної. Один із найдавніших храмів міста, збудований німецькими колоністами, що прибули на запрошення князя Лева.  Перша письмова згадка датована 1352 роком. Присвята храмів Марії Сніжній має витоки в оповіді про ви́диво Богородиці у Римі у 358 році, коли вона з'явилася одразу трьом особам. Богородиця обіцяла надати бездітному подружжю сина, натомість вірні мали побудувати церкву. Знаме́нням про місце будівництва храму мав бути сніг.

## Історія
Вперше згадується у 1344 році.[джерело?] Ряд дослідників припускає, що церква збудована ще у XIII столітті. Володимир Вуйцик вважав, що храм початково був дерев'яний, а з 1350 року його вимурували наново з каменю. Відомо, що 1359 року вже мав статус парафіяльного. Документ 1358 року свідчить, що церкві вже дуже тривалий час належав млин на Полтві. Цей документ підтверджує, що храм на той час вже давно існував (можливо давніше, ніж час першої згадки — 1344 рік).
За даними Івана Крип'якевича, був храмом німців Львова, при ньому діяла перша парохія РКЦ у місті. 1415 року парафію перенесено до Латинської катедри, а церква стала філіальною. Храмом опікувався один із катедральних вікаріїв, а пізніше — каноніків. У XIV—XV століттях Львів оточено оборонним муром, а церкву, що опинилася за його межами, обнесено власним муром товщиною 2 м. Про тогочасне внутрішнє оздоблення даних майже немає. Відомо лише про передачу 1697 року старого амвона з катедри. Є згадки про декотрі ікони. Двічі храм відбудовано після пожеж 1623 та 1683 років. 1685 року з проханням про передачу занедбаної церкви до магістрату звертались щойноприбулі іспанські тринітарії. Однак рада і капітула виступили проти, і монахи самостійно заклали свій монастир уже в середмісті. Архієпископ Костянтин Ліпський сприяв відбудові храму.

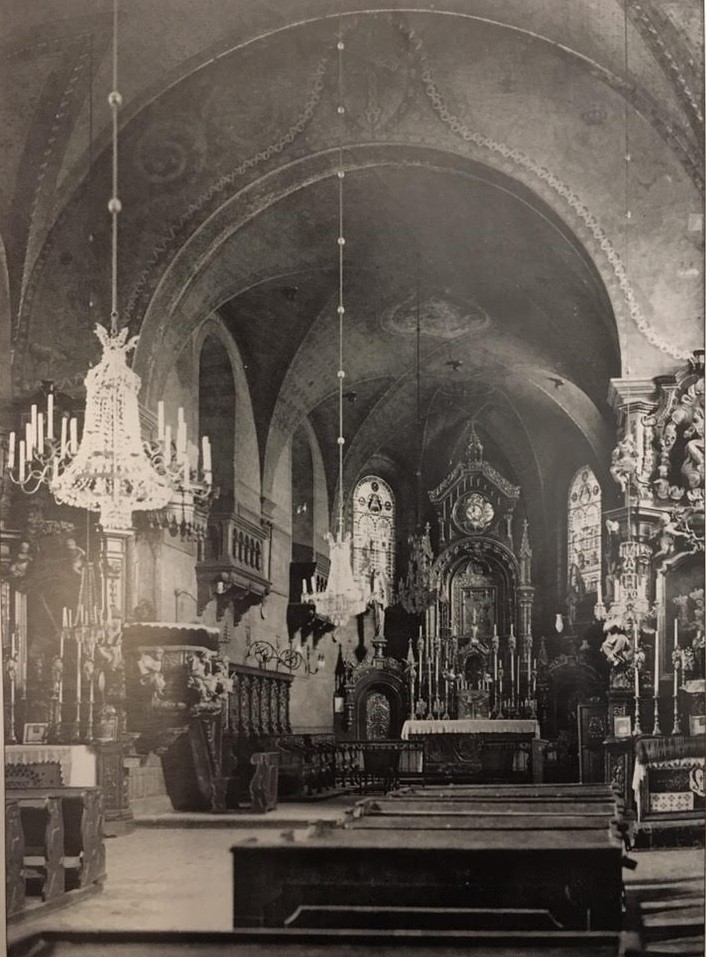
Інтер'єр костелу у XIX ст.

У 1750—1751 роках Станіслав Строїнський зробив фрескові розписи. Приблизно в цей же час храм було наново ґрунтовно переоснащено: встановлено шість вівтарів, лави каноніків, прелатів і вірян, сповідальниця — усе оздоблення у стилі бароко. 1763 року Львів із передмістями був поділений на шість парафій і костел став центром однієї з них. До парафії віднесено північну частину Краківського передмістя, а також села Клепарів, Голоско і Брюховичі. 1775 року храму було надано статус колегіати — третьої після станіславівської і жовківської. Капітул складався із трьох каноніків і трьох прелатів. Однак у 1780 році усі колегіати декретом цісаря були ліквідовані. Того ж року архієпископ Фердинанд Кіцький наново освятив храм. У XVIII столітті до північної стіни нави прибудовано одноповерховий будинок органіста.
У 1888—1892 роках проведено перебудову за проектом Юліана Захаревича. Дерев'яне склепіння замінено на муроване, добудовано плебанію із невисокою вежею, власним окремим входом та огорожу від вулиці Сніжної. Прибудови виконано у неороманському стилі із нетинькованим цегляним муруванням. Під час перебудови усунуто старі вівтарі та виготовлено нові, знищено розписи Строїнського. У вікнах презбітерія 1890 року вміщено вітражі фірми «Tiroler Glasmalerei und Mozaik Anstalt» За проектом Захаревича фірмою Яна Дашека виготовлено металеві ґрати при головному вході. На хорах встановлено орган львівської фірми Яна Слівінського. Зовні оформлений у неоготичному корпусі, мав два мануали, 14 регістрів (7 — у першому мануалі, 3 — у другому і 4 — в педалі). 9 квітня 1891 року пробу органа зробив особисто Ян Слівінський, а потім запрошені музиканти у присутності членів міської ради і любителів музики. Фахівці відзначали, що інструмент, немов фортепіано, дозволяв виконувати композиції у швидкому темпі. 1893 року живописець Едвард Лєпший виконав 7 картин у неоготичному стилі, що імітували мозаїку. Сюжети взяті з Євангелія: «Зустріч Марії і Єлизавети», «Благовіщення», «Принесення дарів трьох королів Дитятку», «Втеча в Єгипет», «Стрітення», «Ісус навчає в храмі», «Пієта». Під час Першої світової війни храм не постраждав, однак 1916 року австрійська влада реквізувала на військові потреби три з чотирьох дзвонів. Реставрацію костелу і плебанії виконано 1929 року за участі Вітольда Равського та Міхала Лужецького.
Після другої світової війни храм продовжував діяти. 12 квітня 1951 року його було зачинено, а парафію ліквідовано. Частину внутрішнього оздоблення знищено, а частину — передано до інших храмів, а також Музею релігії та атеїзму, та Історичного музею. У храмі влаштовано склад. У 1960-х знищено скульптуру Матері Божої, що стояла перед входом (походила з монастиря місіонерів на Жовківському передмісті). Ряд мистецтвознавців (зокрема, Збігнев Горнунг; його атрибуцію не виключає Ян Юліуш Островський) приписують її авторство Іоану Георгію Пінзелю. До стін храму прикріплено дротяні розтяжки електричної лінії трамваю, пущеного по вулиці Гонти 1950 року. Внаслідок цього через вісім років довелось проводити обстеження та укріплення фундаментів, стін, ремонт даху. Від 1988 року тут знаходився музей фотографії. 1995 року храм передано редемптористам Української греко-католицької церкви, освячено як церкву Матері Божої Неустанної Помочі. Проведено ремонт. Відреставровано головний, а також створено два бічні вівтарі та іконостас. На фасаді над входом встановлено рельєф із зображенням Матері Божої Неустанної Помочі. Із Преображенської церкви повернено ікону (образ) XIX століття «Небовзяття Богородиці до небесної слави», який знаходився тут до другої світової війни.

## Архітектура

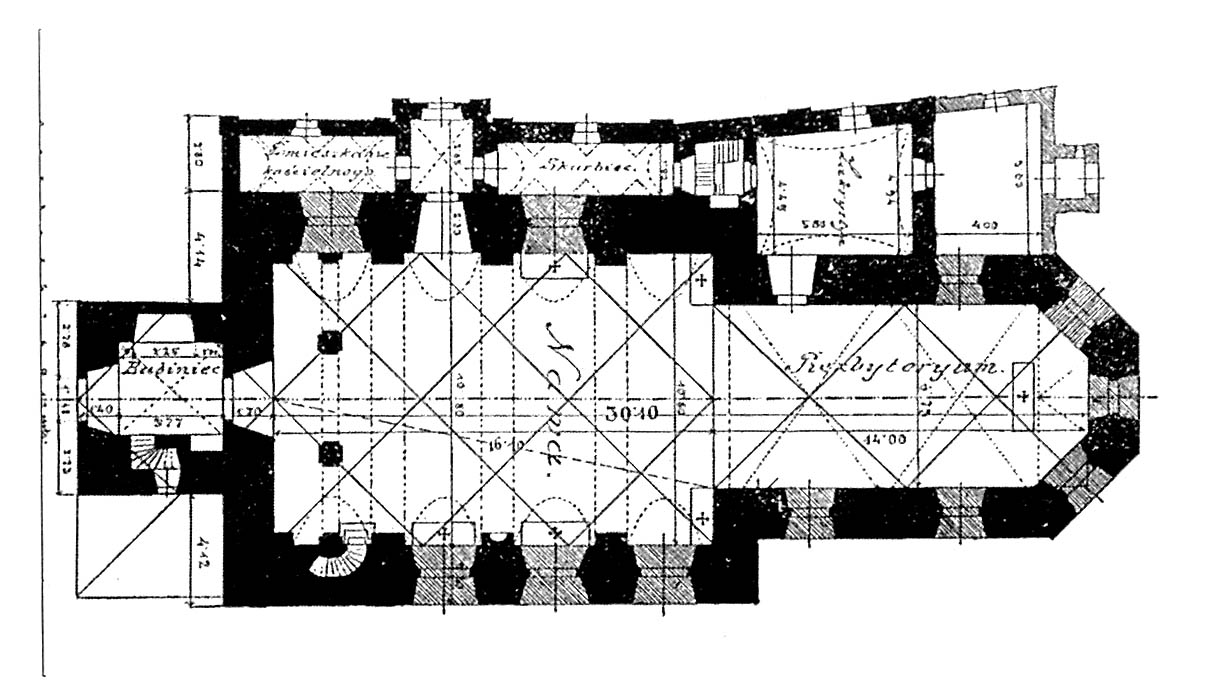
План костелу. Кінець XIX ст.

Храм розташований на підвищенні, зорієнтований на осі схід-захід із входом зі сходу. Головний фасад виходить на площу Звенигородську, сходи на осі з головним входом провадять від площі Звенигородської вниз на площу князя Ярослава Осмомисла. З північного боку впритул до будівлі проходить вулиця Сніжна. З півдня невелика ділянка при храмі обмежена вулицею Гонти (раніше Костельна), яка проходить значно нижче рівня храму. З боку цієї вулиці ділянка укріплена залізобетонним муром зі сваями.
Храм збудований із цегли на кам'яному фундаменті. Товщина стін сягає двох метрів. На плані простий, однонавовий, базилікового типу із видовженим презбітерієм і тригранною абсидою. До нави примикає квадратний у плані, двоярусний притвор, який може бути залишком від давньої, пізніше розібраної, вежі. Нава має циліндричне склепіння із розпалубками. Склепіння поділене арками на три прясла. Перше прясло нави зайняте мурованою емпорою із дерев'яною балюстрадою. Емпора опирається на потрійну півциркульну аркаду. З кожного боку нави знаходяться по 3 вікна із півциркульними завершеннями. Презбітерій трипрясловий, дещо нижчий за наву. Із півночі і сходу до нього прибудовано двоповерхову плебанію, якою було закрито два вікна презбітерія, внаслідок чого в місцях колишніх вікон в інтер'єр виходять два декоративних дерев'яних балкони. Майже на усю довжину нави з півночі до неї прибудований одноповерховий колишній будинок органіста. Дах над навою та презбітерієм — двосхилий, над абсидою — гранчастий, над навою знаходиться висока сиґнатурка.

## Зауваги
1. ↑  Горнунг свого часу датував її близько 1768 року, що спростовують сьогоднішні біографічні відомості про Пінзеля